# UEFA-Champions-League-Finale 2016
Das UEFA-Champions-League-Finale 2016 zwischen Real Madrid und Atlético Madrid war die Endspiel-Begegnung der Champions-League-Saison 2015/16. Sie fand am 28. Mai 2016 im Mailänder Giuseppe-Meazza-Stadion statt. Real Madrid qualifizierte sich als Sieger des Endspiels für den UEFA Super Cup 2016 und die FIFA-Klub-Weltmeisterschaft 2016. Die Teilnehmer wurden in den Halbfinalspielen am 26. und 27. April (Hinspiele) sowie 3. und 4. Mai (Rückspiele) ermittelt.

## Austragungsort

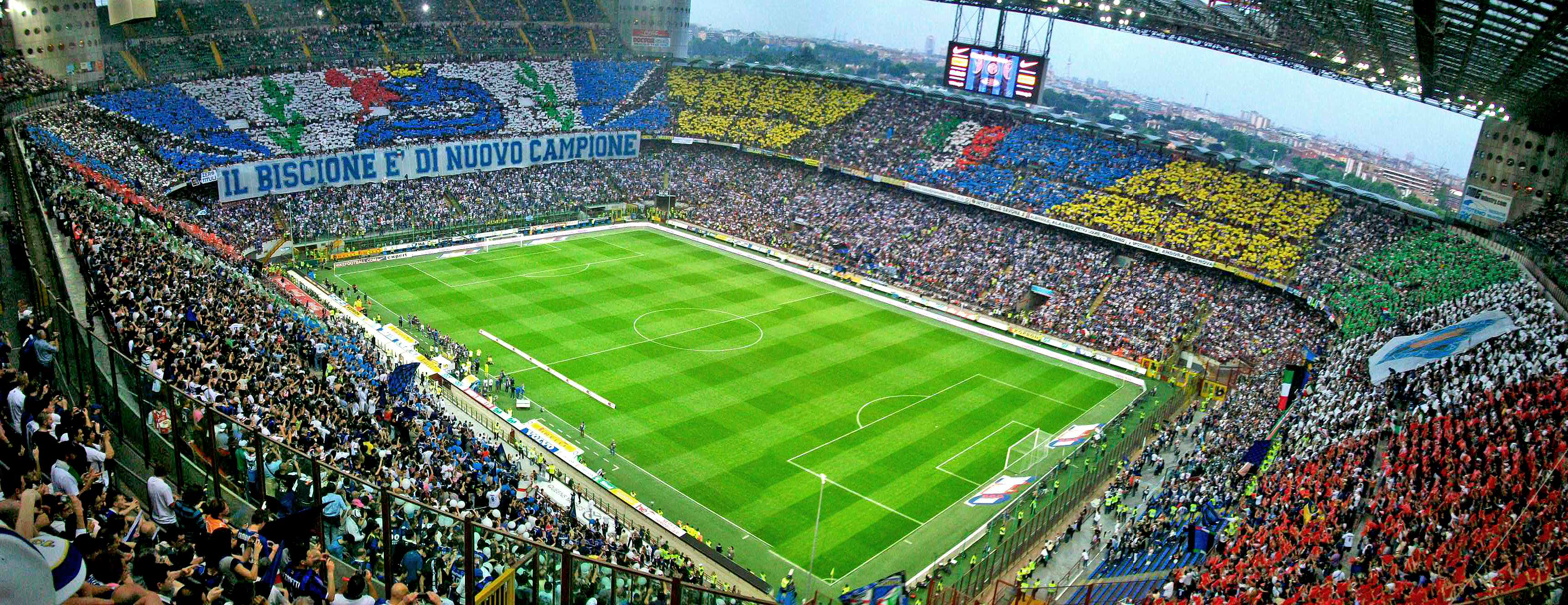
Das Finale fand im Mailänder Giuseppe-Meazza-Stadion statt

Auf dem Executive Committee Meeting der UEFA am 18. September 2014 in Nyon wurde das Mailänder Giuseppe-Meazza-Stadion als Austragungsort für das Champions-League-Finale 2016 bestimmt. Im Jahr 1926 als Heimstätte des AC Mailand eröffnet und 1935 an die Stadt verkauft, nutzen der AC Mailand und Inter Mailand das Stadion seit 1947 gemeinsam. Es war Austragungsort bei den Fußball-Weltmeisterschaften 1934 und 1990 sowie bei der Europameisterschaft 1980. Derzeit fasst es 80.018 Zuschauer. Es war nach 1965, 1970 und 2001 das vierte Finale des Europapokals der Landesmeister bzw. der UEFA Champions League, das in diesem Stadion ausgetragen wurde.

## Hintergrund
Das Logo für das Finale wurde am 27. August 2015 in Monaco vor der Auslosung der Gruppenphase der Öffentlichkeit präsentiert. Es zeigt die Mailändische Sehenswürdigkeit Galleria Vittorio Emanuele II.
Botschafter der UEFA für das Finale waren Javier Zanetti und Paolo Maldini, die viele Jahre für die beiden ortsansässigen Großvereine im Giuseppe-Meazza-Stadion gespielt haben. Von den 71.500 Eintrittskarten gingen 25.500 an die UEFA und ihre Mitgliedsverbände, Sendeanstalten und Sponsoren. Von den restlichen 46.000 bekamen je 20.000 die Vereine der Finalisten und 6.000 gelangten ab dem 5. März in den freien Verkauf über die UEFA, wobei die Preise zwischen 70 und 440 Euro betrugen. Das jährlich stattfindende „Champions Festival“ fand vom 26. bis 29. Mai 2016 auf der Mailänder Piazza del Duomo statt.
Das Finale der UEFA Women’s Champions League 2015/16 wurde zwei Tage vor dem Endspiel der Herrenmannschaften im Mapei Stadium – Città del Tricolore in Reggio nell’Emilia ausgetragen.
Bei der Eröffnungszeremonie vor dem Anpfiff trat die US-amerikanische Sängerin Alicia Keys auf. Erstmals kam es damit bei einer solchen Zeremonie zu einer Livemusik-Darbietung. Darüber hinaus sang der italienische Tenor Andrea Bocelli beim Einlaufen der Mannschaften die Hymne der UEFA Champions League.
Erstmals kam bei einem Endspiel des wichtigsten Fußball-Europapokals zudem die Torlinientechnik „Hawk-Eye“ zum Einsatz.

### Mannschaften
Qualifiziert waren die Sieger der Halbfinalbegegnungen: Real Madrid, das sich gegen Manchester City durchsetzte, und Atlético Madrid, das den FC Bayern München bezwang.

### Schiedsrichter
Schiedsrichter der Partie war Mark Clattenburg. Die UEFA nominierte den 41-jährigen Engländer am 10. Mai 2016.

## Der Weg ins Finale
Anmerkung: Die Ergebnisse werden jeweils aus Sicht der Finalisten angegeben.
| Pl. | Verein              | Sp. | S | U | N | Tore    | Diff. | Punkte |
| --- | ------------------- | --- | - | - | - | ------- | ----- | ------ |
| 1.  | Real Madrid         | 6   | 5 | 1 | 0 | 019:300 | +16   | 16     |
| 2.  | Paris Saint-Germain | 6   | 4 | 1 | 1 | 012:100 | +11   | 13     |
| 3.  | Schachtar Donezk    | 6   | 1 | 0 | 5 | 007:140 | −7    | 03     |
| 4.  | Malmö FF            | 6   | 1 | 0 | 5 | 001:210 | −20   | 03     |

| Pl. | Verein               | Sp. | S | U | N | Tore    | Diff. | Punkte |
| --- | -------------------- | --- | - | - | - | ------- | ----- | ------ |
| 1.  | Atlético Madrid      | 6   | 4 | 1 | 1 | 011:300 | +8    | 13     |
| 2.  | Benfica Lissabon     | 6   | 3 | 1 | 2 | 010:800 | +2    | 10     |
| 3.  | Galatasaray Istanbul | 6   | 1 | 2 | 3 | 006:100 | −4    | 05     |
| 4.  | FC Astana            | 6   | 0 | 4 | 2 | 005:110 | −6    | 04     |

## Spieldaten
| Real Madrid                                                           | Real Madrid | Atlético Madrid | Atlético Madrid | Aufstellung                                   |
| --------------------------------------------------------------------- | --- | --- | --------------- | --------------------------------------------- |
| Real Madrid                                                           | \| 28. Mai 2016 um 20:45 Uhr (MESZ) in Mailand (Giuseppe-Meazza-Stadion) \| \| Ergebnis: 1:1 n. V. (1:1, 1:0), 5:3 i. E. \| \| Zuschauer: 71.942[12] \| \| Schiedsrichter: Mark Clattenburg ( England) 1 \| \| Spielbericht \|        | \| 28. Mai 2016 um 20:45 Uhr (MESZ) in Mailand (Giuseppe-Meazza-Stadion) \| \| Ergebnis: 1:1 n. V. (1:1, 1:0), 5:3 i. E. \| \| Zuschauer: 71.942[12] \| \| Schiedsrichter: Mark Clattenburg ( England) 1 \| \| Spielbericht \|       | Atlético Madrid | Aufstellung Real Madrid gegen Atlético Madrid |
| Real Madrid                                                           | Keylor Navas – Dani Carvajal (52. Danilo), Sergio Ramos , Pepe, Marcelo – Toni Kroos (72. Isco), Casemiro, Luka Modrić – Gareth Bale, Karim Benzema (77. Lucas Vázquez), Cristiano Ronaldo Cheftrainer: Zinédine Zidane ( Frankreich) | Jan Oblak – Juanfran, Stefan Savić, Diego Godín, Filipe Luís (109. Lucas Hernández) – Saúl, Gabi , Augusto (46. Yannick Carrasco), Koke (116. Thomas) – Antoine Griezmann, Fernando Torres Cheftrainer: Diego Simeone ( Argentinien) | Atlético Madrid | Aufstellung Real Madrid gegen Atlético Madrid |
| Real Madrid                                                           | 1:0 Sergio Ramos (15.) | 1:1 Yannick Carrasco (79.) | Atlético Madrid | Aufstellung Real Madrid gegen Atlético Madrid |
| Real Madrid                                                           | Elfmeterschießen | | Atlético Madrid | Aufstellung Real Madrid gegen Atlético Madrid |
| Real Madrid                                                           | 1:0 Lucas Vázquez 2:1 Marcelo 3:2 Gareth Bale 4:3 Sergio Ramos 5:3 Cristiano Ronaldo | 1:1 Antoine Griezmann 2:2 Gabi 3:3 Saúl Juanfran trifft den Pfosten | Atlético Madrid | Aufstellung Real Madrid gegen Atlético Madrid |
| Real Madrid                                                           | Dani Carvajal (11.), Keylor Navas (47.), Casemiro (79.), Sergio Ramos (93.), Danilo (93.), Pepe (112.) | Fernando Torres (61.), Gabi (93.) | Atlético Madrid | Aufstellung Real Madrid gegen Atlético Madrid |
| Real Madrid                                                           | Griezmann schießt Foulelfmeter an die Latte (48.) | | Atlético Madrid | Aufstellung Real Madrid gegen Atlético Madrid |
| Real Madrid                                                           | Spieler des Spiels: Sergio Ramos | | Atlético Madrid | Aufstellung Real Madrid gegen Atlético Madrid |
| 28. Mai 2016 um 20:45 Uhr (MESZ) in Mailand (Giuseppe-Meazza-Stadion) | | |                 |                                               |
| Ergebnis: 1:1 n. V. (1:1, 1:0), 5:3 i. E.                             | | |                 |                                               |
| Zuschauer: 71.942                                                     | | |                 |                                               |
| Schiedsrichter: Mark Clattenburg ( England) 1                         | | |                 |                                               |
| Spielbericht                                                          | | |                 |                                               |